# Gens Coscònia
La gens Coscònia (en llatí: Cosconia gens) va ser una gens romana d'origen plebeu que apareix per primera vegada en temps de la Segona Guerra Púnica. Cap membre de la família no va obtenir el consolat. El primer que va ocupar una magistratura curul va ser Marc Cosconi, pretor l'any 135 aC.

## Cosconis destacats
- Marc Cosconi, tribú militar el 203 aC
- Marc Cosconi, pretor el 135 aC
- Luci Cosconi, fill de l'anterior
- Gai Cosconi, pretor el 89 aC
- Gai Cosconi Calidià, orador romà, fill de l'anterior
- Gai Cosconi, pretor el 63 aC
- Gai Cosconi, tribú de la plebs el 59 aC i amic de Ciceró
- Quint Cosconi, gramàtic romà esmentat per Varró
- Cosconi, poeta romà contemporani de Marcial
- Cosconi Gentià, governador a Mèsia del 195 al 198
- Marc Cosconi Frontó, cavaller romà del segle iii